# Everglow (gruppo musicale)
Le Everglow (에버글로우?) sono un gruppo musicale sudcoreano formatosi a Seul nel 2019. Il gruppo debuttò il 18 marzo 2019 con il singolo Arrival Of Everglow. Il gruppo è composto da 6 membri: Sihyeon, E:U, Mia, Onda, Aisha e Yiren.

## Storia

### Prima del debutto
Nel 2015 Si-hyeon ha partecipato allo show Produce 101 come apprendista. È stata eliminata nell'ottavo episodio.. Ha firmato un contratto l'etichetta Yuehua Entertainment dopo la competizione.
Onda, è stata una concorrente di Idol School nel 2017. È stata eliminata nel quarto episodio..
Si-hyeon e Yiren erano entrambe apprendiste a Produce 48. Yiren ha raggiunto l'ottavo posto nel quinto episodio, ma non è riuscita a raggiungere la finale.
Il 17 febbraio 2019, l'agenzia delle ragazze ha rivelato un nuovo gruppo femminile, le Everglow. Il 18 febbraio sono stati aperti l'account di Instagram e il fan café. La Yuehua ha rivelato i membri del gruppo dopo aver pubblicato "Crank In Film" sul canale YouTube della Stone Music Entertainment. Le foto promozionali del gruppo sono state pubblicate l'8 marzo.

### 2019-oggi: debutto conArrival Of Everglow,HusheReminiscence
Il 18 marzo 2019, le Everglow hanno pubblicato il loro singolo di debutto, Arrival Of Everglow, con il brano Bon Bon Chocolat. La canzone è stata realizzata in collaborazione con la compositrice Melanie Fontana. Hanno vinto il loro primo premio al programma M Countdown. Il 19 agosto 2019, il gruppo ha pubblicato il secondo singolo, Hush trainato dal brano principale Adios.
Il 3 febbraio 2020, il gruppo ha pubblicato il loro primo EP Reminiscence insieme al brano principale Dun Dun. Il 21 gennaio 2020, è stato annunciato che le Everglow avrebbero intrapreso un tour eterno negli Stati Uniti, a partire da Dallas, in Texas, il 6 marzo 2020. Il tour si estenderà su cinque diverse città degli Stati Uniti.

## Formazione
- Sihyeon (시현, Kim Sihyeon) – Leader, voce
- E:U (이유, Park Jiwon) – rap
- Mia (미아, Han Eunji) – voce
- Onda (온다, Jo Serim) – voce
- Aisha (아샤, Heo Yoorim) – rap
- Yiren (이런, Wang Yiren) – voce, rap

## Discografia

### EP
- 2020 – Reminiscence
- 2020 – -77.82X-78.29
- 2021 – Return of the Girl

### Album singoli
- 2019 – Arrival Of Everglow
- 2019 – Hush
- 2021 – Last Melody
- 2021 – Promise (per la campagna di UNICEF "Promise")
- 2022 – Ghost Light (con TheFatRat)
- 2023 – All My Girls
- 2024 – Zombie

### Singoli
- 2019 – Bon Bon Chocolat
- 2019 – Adios
- 2020 – Dun Dun
- 2020 – La Di Da
- 2021 – First
- 2021 – Promise (per la campagna di UNICEF "Promise")
- 2021 – Pirate
- 2022 – Ghost Light (con TheFatRat)
- 2023 – Slay
- 2024 – Zombie

### Colonne sonore
- 2020 – Let Me Dance (per The Spies Who Loved Me)

## Videografia
- 2019 – Bon Bon Chocolat[14]
- 2019 – Adios
- 2020 – Dun Dun
- 2020 – La Di Da
- 2021 – First
- 2021 – Promise
- 2021 – Pirate
- 2023 – Slay
- 2024 – Zombie